# قائمة الظواهر الطبيعية

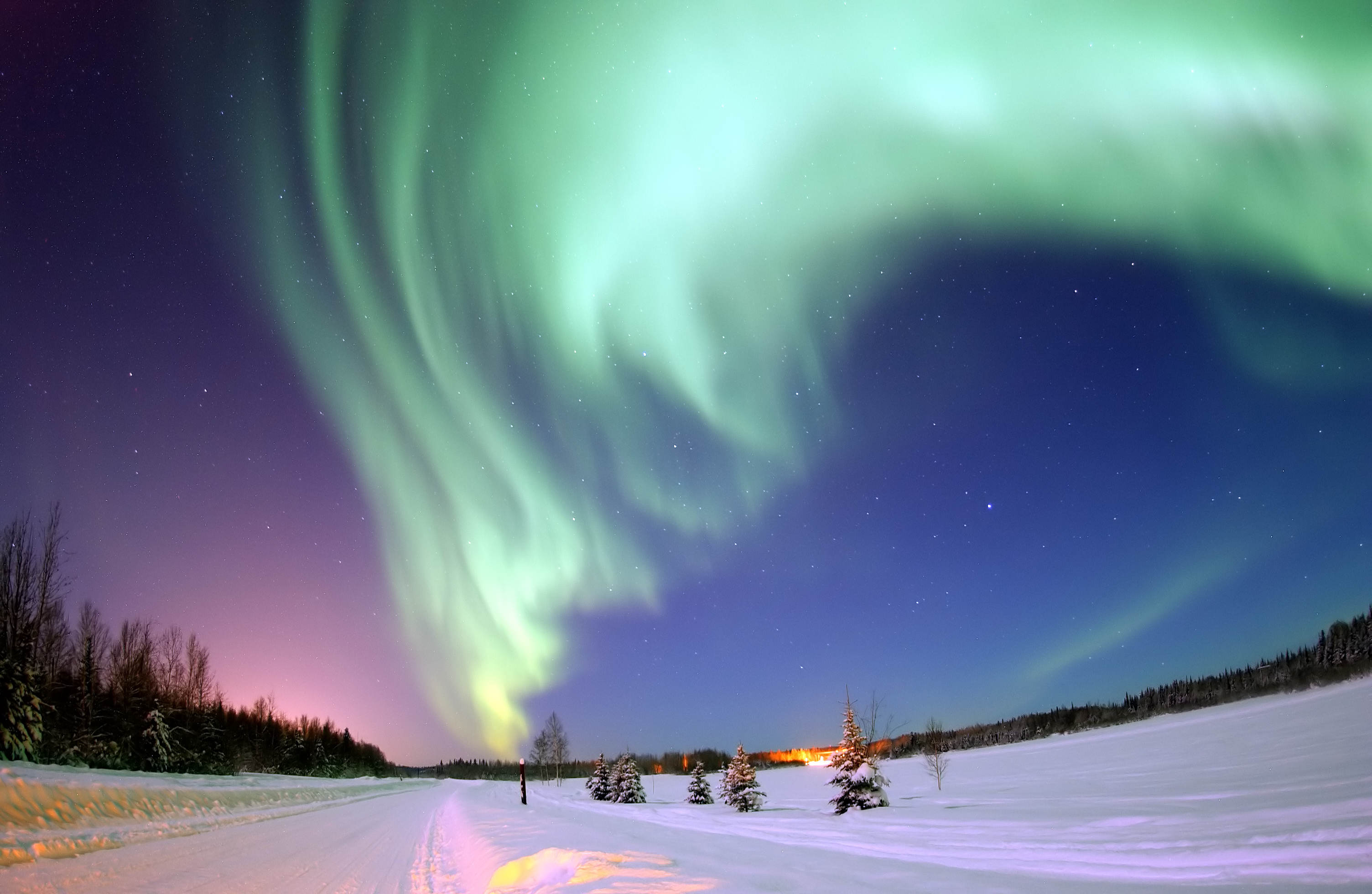
الشفق القطبي ظاهرة طبيعية.

الظاهرة الطبيعية هي حدث يمكن ملاحظته وليس من صنع الإنسان. ومن الأمثلة على ذلك: شروق الشمس، والطقس، والضباب، والرعد، والأعاصير. العمليات البيولوجية، التحلل، الإنبات؛ العمليات الفيزيائية وانتشار الأمواج والتآكل. تدفق المد والجزر والكوارث الطبيعية مثل النبضات الكهرومغناطيسية والانفجارات البركانية والزلازل.

## تاريخ
على مدى فترات زمنية عديدة، تمت ملاحظة الظواهر الطبيعية من خلال سلسلة من الأحداث التي لا تعد ولا تحصى كميزة أنشأتها الطبيعة.

## الظواهر الفيزيائية

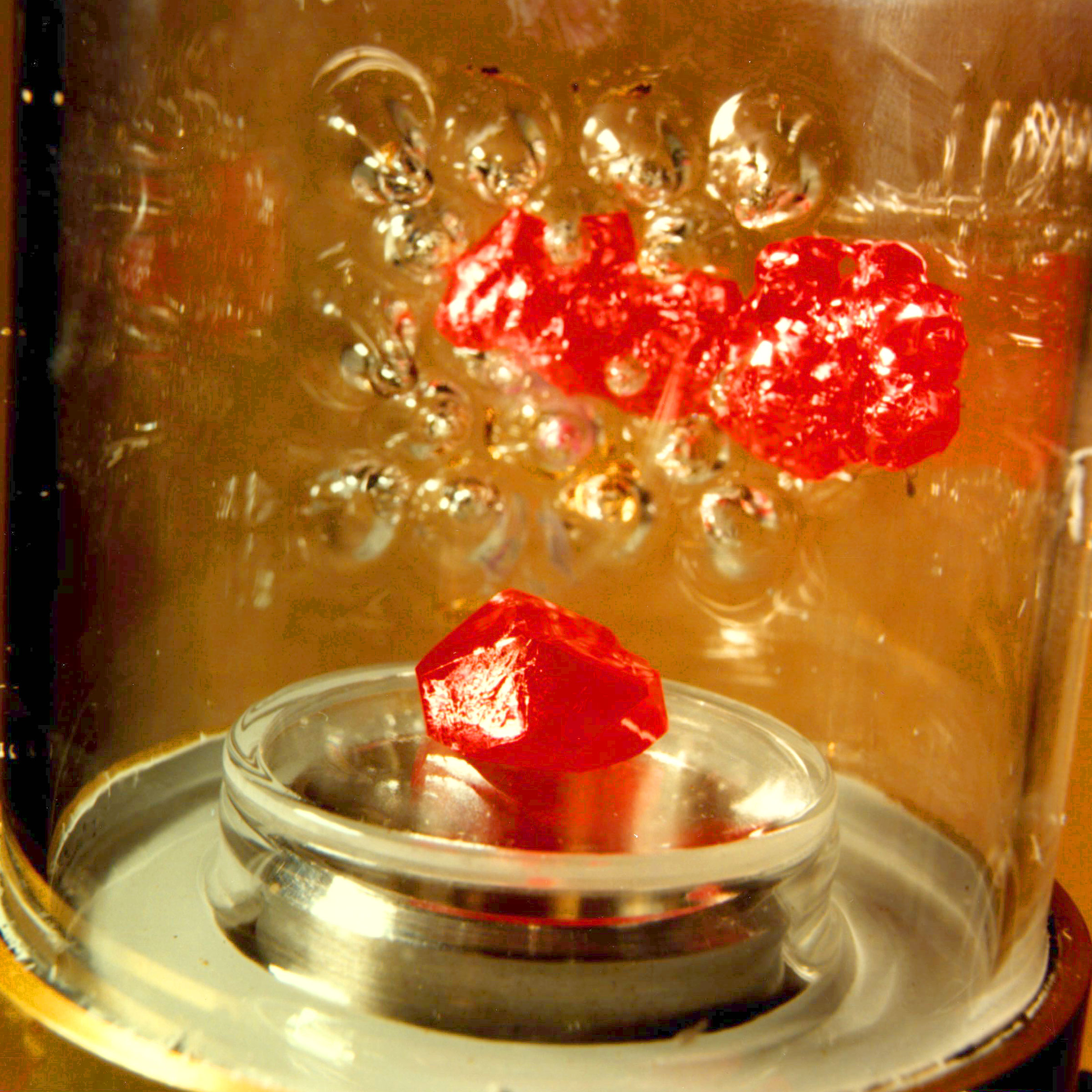
الكريستال في فرن VCGS

تجميد
الغليان
جاذبية
المغناطيسية

## الظواهر الكيميائية
أكسدة
نار
الصدأ